# Kaan Kanak
Kaan Kanak (* 6. Oktober 1990 in Sarıkaya, Yozgat) ist ein türkischer Fußballspieler.

## Karriere

### Verein
Kanak begann mit dem Vereinsfußball in der Jugend MKE Ankaragücü. Im Sommer 2009 erhielt er einen Profi-Vertrag, spielte aber weiterhin überwiegend für die Reservemannschaft. In der Hinrunde machte er sein am 15. August 2009 sein Profi-Debüt.
Für die Rückrunde lieh man ihn an den Drittligisten Bugsaşspor aus. Die Rückrunde der Saison 2010/11 verbrachte er ebenfalls als Leihspieler beim Viertligisten Hatayspor.
Die Saison 2011/12 startete er als Leihgabe beim Viertligisten İnegölspor. Nachdem Ankaragücü in den ersten Wochen der Saison in finanzielle Engpässe geriet und über lange Zeit die Spielergehälter nicht zahlen konnte, trennten sich viele Spieler. Kanak wurde daraufhin vorzeitig zurückgeholt und kam in der Rückrunde begünstigt durch Spielermangel nahezu immer als Stammspieler zum Einsatz.
Im Sommer 2014 wechselte er zum Erstligisten Eskişehirspor. Für die Schwarz-Roten spielte Kanak vier Jahre und wechselte im Sommer 2018 zu Alanyaspor. Für die Rückrunde der Saison 2018/19 wurde er an den Zweitligisten Adana Demirspor ausgeliehen.

### In der Nationalmannschaft
Kanak wurde im März 2015 im Rahmen eines Testspiels vom Nationaltrainer Fatih Terim zum ersten Mal in seiner Karriere in das Aufgebot der türkischen Nationalmannschaft nominiert.